# ГЕС Мейшань
ГЕС Мейшань (梅山水电站) — гідроелектростанція на сході Китаю у провінції Аньхой. Використовує ресурс із річки Shihe, правої притоки Хуайхе.
В межах проекту річку перекрили бетонною багатоарковою греблею висотою 88 метрів та довжиною 444 метра, яка включає 16 невеликих арок загальною довжиною 312 метрів. Гребля утримує водосховище з об’ємом 1198 млн м3 (корисний об’єм 796 млн м3), який під час повені може зростати до 2337 млн м3.
Пригреблевий машинний зал обладнали чотирма турбінами потужністю по 10 МВт, котрі забезпечували виробництво 110 млн кВт-год електроенергії на рік. У 2019-му завершили процес модернізації, під час якого потужність гідроагрегатів збільшили до показника у 12,5 МВт.